# Federazione pallavolistica dell'Angola
La Federazione angolana di pallavolo (por. Federação Angolana de Voleibol, FAV) è un'organizzazione fondata per governare la pratica della pallavolo in Angola.
Organizza il campionato maschile e femminile, e pone sotto la propria egida la nazionale maschile e femminile.
Ha aderito alla FIVB nel 1978.